# Jüri Ehlvest

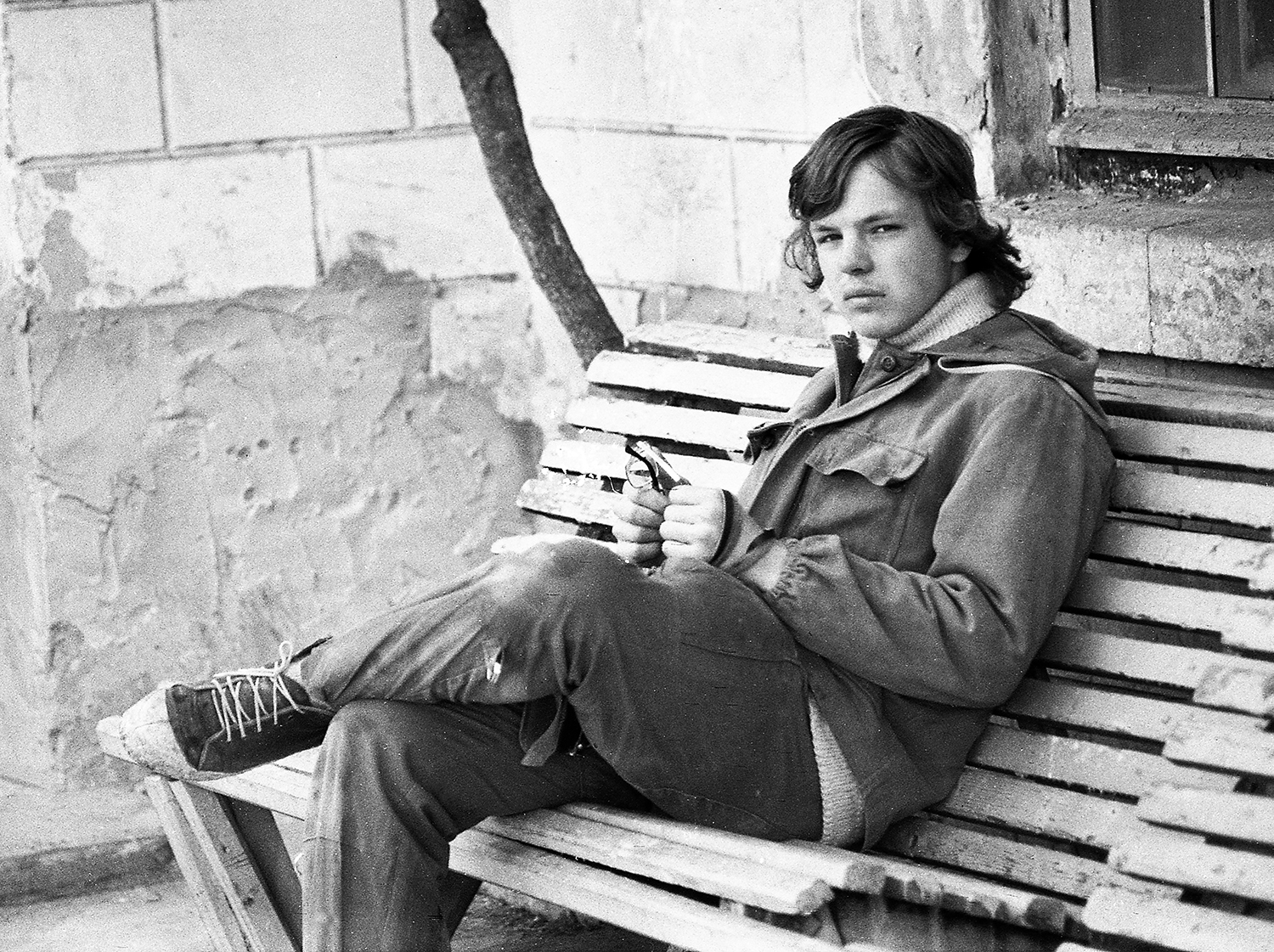
Jüri Ehlvest (1985)

Jüri Ehlvest (* 15. März 1967 in Tallinn, Estnische SSR; † 11. Oktober 2006 in New York City) war ein estnischer Schriftsteller. Er studierte an der Universität Tartu Theologie und Biologie und lebte ab 1985 als Autor in Tartu.

## Werk
Jüri Ehlvests Werk war besonders vom Magischen Realismus und Surrealismus geprägt. Er zählte zu den prominentesten Vertretern dieser Literaturrichtungen in Estland. Seine Texte zeigen häufig Menschen in außergewöhnlichen Situationen, die Grenzerfahrungen darstellen, und haben dadurch gelegentlich sogar esoterische Züge. In einem Interview hat der Autor seine Schreibweise einmal folgendermaßen analysiert: Aber wenn ich dann anfange zu schreiben und richtig in Fahrt komme, und wenn ich dann "ich" schreibe und das Ich mich vom Papier anschaut, dann sagt es mir genau, was ich weiterschreiben soll. Ich selbst habe dann nichts mehr zu sagen, ich kann mich nicht mehr einmischen.

## Preise
Zweimal erhielt Ehlvest den Jahrespreis der Estnischen Kulturkapitals:
- 1997 für das Buch Ikka veel Bagdadis (Immer noch in Bagdad)
- 2003 für das Buch Hobune ei kusagilt (Ein Pferd aus nirgendwo)

In denselben Jahren erhielt er ebenfalls den Friedebert-Tuglas-Preis:
- 1997 für die Novelle Krutsiaania
- 2003 für die Novelle Hobune ei kusagilt

## Bibliographie
- "Ikka veel Bagdadis" (1996, Roman)
- "Krutsiaania" (1996, Novellensammlung)
- "Päkapikk kirjutab" (1997)
- "Elli lend" (1999, Roman)
- "Elumask" (1999, Novellensammlung)
- "Taevatrepp (2001, Novellensammlung)
- "Hobune eikusagilt" (2002, Novellensammlung)
- "Rahuldus" (2004, unter dem Namen Jüri von Ehlvest)
- "Palverännak" (2005)

## Publikationen auf Deutsch
Auf Deutsch liegen nur zwei Erzählungen, jeweils in der Übersetzung von Irja Grönholm, vor: Die Novelle Kruziania ist in estonia 1/1999 (S. 42–50) erschienen und noch einmal in Lichtungen (2003, S. 114–117).
Die Erzählung Die Form der Liebe oder: Das Schicksal der Jungfrau wurde in dem Almanach Europaexpress publiziert, der das Ergebnis einer im Sommer 2000 durchgeführten sechswöchigen Zugfahrt von rund hundert Autoren war.
Ebenfalls in Estonia (2/1999, S. 10–13) findet sich ein Interview mit dem Autor.

## Einzelbelege
1. ↑   Wer schreibt da? Zehn Antworten von Jüri Ehlvest, Tartu, im Sommer 1999. In: estonia 2/1999, S. 10–13, hier S. 12.
2. ↑  Europaexpress. Ein literarisches Handbuch. Herausgegeben von Thomas Wohlfahrt und Christiane Lange. Frankfurt/M.: Eichborn 2001, S. 541–549.
3. ↑  Cornelius Hasselblatt: Estnische Literatur in deutscher Übersetzung. Eine Rezeptionsgeschichte vom 19. bis zum 21. Jahrhundert. Wiesbaden: Harrassowitz 2011, S. 412.